# ルイス・コーザー
ルイス・アルフレッド・コーザー（Lewis Alfred Coser、1913年11月27日 - 2003年7月8日）は、1975年にアメリカ社会学会の第66代会長となった、ドイツ系アメリカ人の社会学者。ベルリンに生まれ、マサチューセッツ州ケンブリッジに没した。
コーザーは、ロバート・キング・マートンによる機能主義の分析手法とゲオルク・ジンメルが著書『社会学』に示した紛争論の視点を取り入れた闘争モデルを提起した。紛争・闘争が社会・集団における結合度を高める機能としての役割を果たすと指摘したことにより、彼は紛争理論における機能主義者としての評価を受けた。

## 経歴
ルードヴィッヒ・コーエン (Ludwig Cohen) としてベルリンに生まれた。父親は、成功したユダヤ人実業家であった。
パリのソルボンヌ大学に学んだ後、1941年にアメリカ合衆国へ亡命した。
1950年代に、コロンビア大学の社会学専攻の大学院生となり、1954年に、41歳にしてPhDを取得したれ。初期のコーザーは、1948年以降、シカゴ大学やカリフォルニア大学で教鞭を執った。次いで、ブランダイス大学に社会学部を創設して、15年間にわたって教えた後、1969年からニューヨーク州立大学ストーニーブルック校の社会学部に加わった。コーザーは、自身も優れた社会学者であった妻ローズ・ラウプ・コーザーと共同で研究に取り組むことも多かった。

## おもな著書
- The Functions of Social Conflict, 1956
  - （新睦人 訳）社会闘争の機能、新曜社、1978年
- The American Communist Party (with Irving Howe), 1957
  - （西田勲、井上乾一 共訳）アメリカ共産党運動史（上・中・下巻）、国書刊行会、1979年
- Sociology Through Literature: An Introductory Reader, 1963
- Sociological Theory, 1964
- Men of ideas, 1965
  - （高橋徹 監訳）知識人と社会、培風館、1970年
- Political Sociology, 1967
- Continuities in the Study of Social Conflict, 1967
- A Handful of Thistles: Collected Papers in Moral Conviction, 1968
- Sociological Theory (with Bernard Rosenberg), 1969
- Masters of Sociological Thought, 1970
- The Seventies: Problems and Proposals (with Irving Howe), 1972
- Greedy Institutions, 1974
- The New Conservatives: A Critique from the Left (with Irving Howe), 1974
- The Idea of Social Structure, Papers in Honor of R. K. Merton, 1975
- The Uses of Controversy in Sociology, 1976
- Refugee Scholars in America, 1984
  - （荒川幾男 訳）亡命知識人とアメリカ：その影響とその経験、岩波書店、1988年
- Conflict and Consensus, 1984
- Books: The Culture and Commerce of Publishing (with Charles Kadushin and Walter W. Powell), 1985
- Voices of Dissent (with Maurice Halbwachs), 1992